# Estació de Martorell Can Cases
Martorell Can Cases és una estació de ferrocarril en projecte que farà d'intercanviador entre la futura línia Orbital Ferroviària (LOF) i la línia Llobregat-Anoia (línies R6 i R60) d'FGC, al municipi de Martorell, a la comarca del Baix Llobregat.
S'ubicarà a l'extrem nord-oest del barri de Can Cases de Martorell, just al costat del vial d'accés a l'autopista AP-7.

## Serveis ferroviaris
| Línia Llobregat-Anoia de FGC |                   |               |                        |                        |
| Procedència/Destinació       | <                 | Línia         | >                      | Procedència/Destinació |
| Projectat                    |                   |               |                        |                        |
| Barcelona - Pl. Espanya      | Martorell Enllaç  | obres         | Sant Esteve Sesrovires | Igualada               |
| Barcelona - Pl. Espanya      | Martorell Central | obres         | Sant Esteve Sesrovires | Igualada               |
| Rodalia de Barcelona         |                   |               |                        |                        |
| Projectat                    |                   |               |                        |                        |
| Mataró                       | Martorell Polígon | Línia Orbital | Martorell Oest         | Vilanova i la Geltrú   |